# Elaeocarpus elatus
Elaeocarpus elatus är en tvåhjärtbladig växtart som beskrevs av Albert Charles Smith. Elaeocarpus elatus ingår i släktet Elaeocarpus och familjen Elaeocarpaceae. Inga underarter finns listade i Catalogue of Life.